# Callobius
Callobius és un gènere d'aranyes araneomorfs de la família Amaurobiidae, amb 28 espècies distribuïdes a Amèrica del Nord i Euràsia.

## Taxonomia
- Callobius angelus (Chamberlin i Ivie, 1947) — USA
- Callobius arizonicus (Chamberlin & Ivie, 1947) — USA, Mèxic
- Callobius bennetti (Blackwall, 1846) — USA, Canadà
- Callobius canada (Chamberlin & Ivie, 1947) — USA, Canadà
- Callobius claustrarius (Hahn, 1833) — Paleàrctic
  - Callobius claustrarius balcanicus (Drensky, 1940) — Bulgària
- Callobius deces (Chamberlin & Ivie, 1947) — USA
- Callobius enus (Chamberlin & Ivie, 1947) — USA, Canadà
- Callobius gertschi Leech, 1972 — USA
- Callobius guachama Leech, 1972 — USA
- Callobius hokkaido Leech, 1971 — Japó
- Callobius hyonasus Leech, 1972 — USA
- Callobius kamelus (Chamberlin & Ivie, 1947) — USA
- Callobius klamath Leech, 1972 — USA
- Callobius koreanus (Paik, 1966) — Corea
- Callobius manzanita Leech, 1972 — USA
- Callobius nevadensis (Simon, 1884) — USA
- Callobius nomeus (Chamberlin, 1919) — USA, Canadà
- Callobius olympus (Chamberlin & Ivie, 1947) — USA
- Callobius panther Leech, 1972 — USA
- Callobius paskenta Leech, 1972 — USA
- Callobius pauculus Leech, 1972 — USA
- Callobius paynei Leech, 1972 — USA
- Callobius pictus (Simon, 1884) — USA, Canada, Alaska
- Callobius rothi Leech, 1972 — USA
- Callobius severus (Simon, 1884) — USA, Canadà
- Callobius sierra Leech, 1972 — USA
- Callobius tamarus (Chamberlin & Ivie, 1947) — USA
- Callobius tehama Leech, 1972 — USA